# Château de Padiés
Le château de Padiès est un château situé dans la commune de Lempaut dans le département du Tarn, en France et inscrit aux monuments historiques depuis le 8 septembre 1928.

## Historique
Le château est issu d'un petit château fort médiéval typique dans la région des nombreux points de défense établis durant la guerre de Cent Ans en zone frontalière entre la couronne anglaise (Rouergue) et la couronne française (Albigeois). Les propriétaires enrichis par la culture et le commerce du pastel en font une demeure confortable[réf. souhaitée]. Pendant les guerres de religion qui font rage dans le Languedoc, le seigneur catholique est dépossédé de son fief mis à sac en 1577. Il ne le récupère qu'en 1617. Des travaux importants sont effectués qui le rendent plus confortable au détriment de l'aspect défensif : suppression de la seconde enceinte à bastions rectangulaires. Il quitte la famille Padiés au début du XIXe siècle et change plusieurs fois de propriétaires dont Joseph de Villèle, avant d'être vendu dans les années 1830 à l'actuelle famille de propriétaires. À cette époque, les toitures à forte pente et tours coniques ont été remplacées par une toiture plate. Les propriétaires ont entamé une restauration au tournant du troisième millénaire.
En 1992, Denis Piel (en), photographe français célèbre pour ses publications avec Vogue, et Elaine Merkus, architecte, achètent le château de Padiés et le rénovent.

## Description
Le château est construit en brique foraine pour les murs et pierre pour les encadrement et décoration. Il se présente sous la forme d'un rectangle doté de deux tours rondes aux angles diagonaux. Les ouvertures sont des fenêtres à meneau et la porte est de style Renaissance : pilastres corinthiens, et fronton ouvragé qui a porté les armes de la famille Padiès.
À l'intérieur, une peinture murale présente le château avant les travaux du XIXe siècle.
Les jardins historiques du château de Padiés sont réhabilités de 2005 à 2013 avec les paysagistes Bas Smets et Martin Basdevant.